# Casa consistorial de Cañada de Benatanduz
La casa consistorial de la Cañada de Benatanduz (provincia de Teruel, España) es un edificio del siglo XVI construido muy probablemente en 1540 por Pedro Belmonte.
Es una obra de grandes dimensiones que tiene como principal característica su lonja con 3 arcos de medio punto y techo de madera. El acceso principal al edificio es una pequeña puerta lateral muy sencilla.
Consta de tres plantas. En la primera está la lonja y una pequeña cárcel sin ventanas. En la segunda está el salón de actos que durante muchos años sirvió de escuela. Y en la tercera planta está el altillo.
Por la parte trasera está encastrado a la roca por lo que hay problemas de humedad. Conecta con el hospital de los pobres donde se situó en su planta noble la secretaria del ayuntamiento.